# Кто не спрятался
«Кто не спрятался» (англ. The Rental; дословно — «Аренда») — американский фильм ужасов режиссёра Дэйва Франко, ставший его режиссёрским дебютом. Премьера фильма состоялась 18 июня 2020 года.

## Сюжет
Чарли, его жена Мишель, брат Чарли Джош и подруга Джоша Мина, по совместительству напарница Чарли по работе, решили снять дом с видом на океан для отдыха на выходные. После того, как заявка Мины на дом трижды отклоняется без всякой причины, Чарли подает её снова, и она принимается. С собой они берут собаку, которую прячут от хозяина, так как в объявление внесён запрет о питомцах. По прибытии в отдалённую собственность группа встречает владельца недвижимости Тейлора, с которым Мина сталкивается из-за отказа принять бронь сразу же, полагая, что оно было расово мотивировано. Тейлор отрицает это и уходит, хотя он возвращается позже в тот же день, чтобы принести телескоп для группы. Это тревожит Мину, ведь это означает, что Тейлор может приходить в дом в любое время. Группа рассаживается, и быстро становится ясно, что кто-то наблюдает за неосознанными гостями, а Джош находит дверь с кодовым замком, ведущую в подвал.
Вечером трое (исключая Мишель, она хочет отдохнуть перед походом к водопаду на следующее утро) принимают экстази, который Мишель подарила Чарли как напоминание об их первой встрече в клубе. После того, как Джош и Мишель ложатся спать, Мина и Чарли сначала целуются в джакузи, а после занимаются сексом в душе. На следующее утро похмельная Мина и Чарли соглашаются, что они никогда больше не смогут быть близки, ведь Мина по-настоящему любит Джоша, а все случившееся было ошибкой. Джош и Мишель, прогуливаясь у водопада, обсуждают свои истории знакомства. Мишель корит себя за то, что она отбила Чарли у его девушки, а чтобы подбодрить её — Джош рассказывает, что Чарли почти всегда встречался с несколькими девушками одновременно, упоминая его измены в предыдущих отношениях. Это вселяет в Мишель неуверенность в себе и паранойю. 
В доме Мина принимает душ и обнаруживает камеру в душевой кабине. Она говорит об этом Чарли и хочет позвонить в полицию, но Чарли останавливает её, так как предупреждение полиции может привести к тому, что Джош и Мишель все узнают. Пригрозить Тейлору они тоже не могут, так как он точно сможет выложить их запись и разрушить их жизни. Чарли предлагает все забыть, выждать до утра и всем вместе покинуть дом. По возвращении с прогулки Мишель высказывает Чарли свое недовольство по поводу их знакомства, и еще больше утверждается в своей паранойе. Где-то пропадает собака Джоша, Реджи, за которой должны были следить Мина и Чарли.
Мишель принимает наркотики самостоятельно, так как никто не хочет составить ей компанию, и звонит Тейлору, чтобы тот починил джакузи. Тейлор приезжает по вызову на своей машине, упомянув при этом, что весь день пил вино. Джош спрашивает у Тейлора о собаке, но он отрицает свою причастность и удивляется, что собака вообще здесь оказалась. Тейлор успешно чинит джакузи. Мина приглашает Тейлора проследовать в ванную комнату и там затевает с ним конфликт по поводу скрытой камеры. Тейлор в ответ утверждает, что ничего не понимает, и сам собирается позвонить в полицию, устав от нападок Мины. Мина пытается остановить его. Джош, проходя мимо окна дома, замечает, что происходят какие-то физические нападки. Предположив, что Тейлор атакует его подругу, Джош избивает Тейлора до потери сознания, не пытаясь даже минимально прояснить ситуацию. Пока группа спорит о том, что делать, Мина рассказывает всем о скрытой камере в душе, не упоминая об измене. Джош предлагает позвонить в полицию, но Чарли всячески отговаривает его, убеждая, что эта драка явно не будет рассматриваться полицией как самозащита. Все это время избитый Тейлор лежит в ванной. Неизвестный человек в маске, который до этого снаружи просматривал видео с камер дома, пробирается внутрь в ванную и душит Тейлора насмерть. Когда гости-арендаторы поднимаются в ванную, то понимают, что Тейлор не дышит. Логичным образом они приходят к выводу, что Джош случайно убил его.
Мишель требует, чтобы они вызвали полицию, но Чарли отказывается, ведь тогда его брата посадят в тюрьму. Чарли предлагает вместо этого инсценировать падение Тейлора с близлежащего утеса в океан, ведь он уже приехал к ним пьяным, а звонок Мишель к нему на телефон еще ничего не доказывает. Параллельно заговорщики обсуждают, где могут находиться дополнительные камеры и ресивер. Мина предполагает, что радиус беспроводных камер невелик, поэтому приемное оборудование должно быть где-то в доме. Подавленная событиями и психотропными средствами Мишель отказывается скрывать убийство и ложится спать, хоть и знает, что по закону она тоже будет соучастницей убийства, ведь она знала, но сразу же не позвонила в полицию. В это время остальные несут тело Тейлора к утесу. Когда они сбрасывают тело, оно застревает на выступе. Чарли пытается сбить его камнями, но у него ничего не выходит. Джош вынужден спуститься и столкнуть тело в море, хоть его и пытаются отговорить.
В то же время в доме человек в маске преследует Мишель. На телевизор транслируется запись сексуальной сцены Мины и Чарли в душевой, сделанная накануне. Опустошенная и получившая подтверждение своим подозрениям, Мишель забирает машину и пытается уехать одна. Чарли пытается ее остановить, но вместо объяснений, на которые нет времени, лишь спрашивает у Мишель, где она нашла запись. Это ещё больше злит Мишель, она нажимает на педаль и уезжает. В ночном лесу девушка наезжает на установленное кем-то специальное устройство для прокола шин, после чего врезается в дерево.
Мина понимает, что им нужно найти ресивер камер, чтобы уничтожить запись нападения Джоша на Тейлора. Мишель из повреждённой машины отправляет сообщение Чарли с просьбой о помощи, тот отправляется её искать, а Мина и Джош остаются искать остальные камеры. Джош пытается подобрать код к закрытой двери в подвал, которую видел накануне, но в подвале ничего нет, кроме коробок, старых фото, и различного хлама. Одновременно с этим Чарли находит убитую Мишель неподалёку от машины, и тут же человек в маске убивает и его. Кто-то открывает дверь в дом, и одновременно на телефон Джоша приходит сообщение с телефона Чарли с видеозаписью фрагмента диалога Чарли и Мины, где Мина говорит, что такого «больше не повторится», а после — фото и видео сцены в душевой. Джош, предполагая, что в доме шумит издевающийся над ним Чарли, бросается искать его, но на пути встает человек в маске. Он убивает Джоша ударом молотка, Мине удаётся спрятаться. На улице ей удаётся сбежать, но из-за сгустившегося тумана она падает с обрыва, не заметив его. 
Человек в маске возвращается в дом. Он собирает с дороги разложенные шипы, убирает орудие убийства, снимает все установленные камеры. Перед зеркалом он снимает маску, но зритель не видит его лица. Пёс компании, Реджи, возвращается к дому, и убийца гладит его перед тем, как уйти. 
В конце фильма зритель наблюдает ряд сцен. Риэлтор показывает мужчине дом, который тот арендует. Убийца делает дубликат ключей, размещает в доме видеокамеры. Мужчина арендует новый дом и устанавливает в нём камеры. Вскоре в доме оказываются новые обитатели, сменяющие друг друга. Последним кадром человек в маске нападает на спящую пару.

## В ролях
- Дэн Стивенс — Чарли
- Элисон Бри — Мишель
- Шейла Ванд — Мина
- Джереми Аллен Уайт — Джош
- Тоби Хасс — Тейлор

## Релиз
В апреле 2020 года IFC Films приобрела права на распространение фильма, в США фильм вышел 24 июля 2020 года. Из-за пандемии COVID-19, премьера фильма состоялась в автомобильном кинотеатре Vineland Drive-In, в Индастри (Калифорния), 18 июня 2020 года. В российский прокат фильм вышел 8 октября 2020 года.

## Критика
На сайте Rotten Tomatoes фильм имеет рейтинг 71 % на основе 103 рецензий критиков со средней оценкой 6,4 из 10. На сайте Metacritic фильм получил оценку 63 из 100 на основе 27 рецензий, что соответствует статусу «в основном положительные отзывы».